# Antonio Giovinazzi

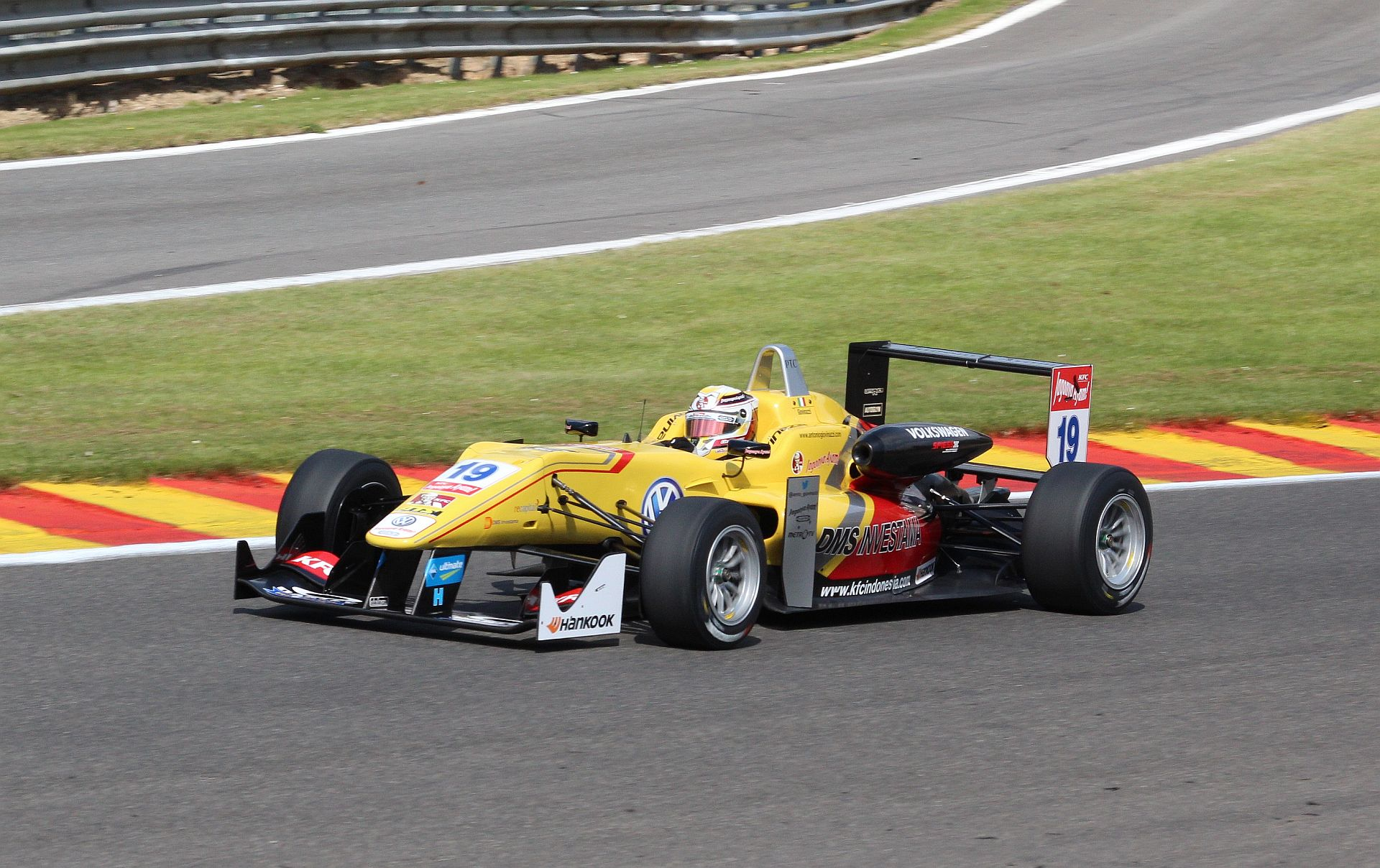
Antonio Giovinazzi na torze Circuit de Spa-Francorchamps podczas zawodów Europejskiej Formuły 3 (2014)

Antonio Giovinazzi (ur. 14 grudnia 1993 w Martina Franca) – włoski kierowca wyścigowy. Od sezonu 2019 do sezonu 2021 był kierowcą zespołu Alfa Romeo Racing, gdzie tworzył duet kierowców wraz z Kimim Räikkönenem. W sezonie 2023 startuje w mistrzostwach świata wyścigów długodystansowych WEC, reprezentując zespół AF Corse. Jest również kierowcą rezerwowym Ferrari w Formule 1.

## Życiorys

### Początki
Giovinazzi rozpoczął karierę w jednomiejscowych bolidach wyścigowych w wieku 19 lat w 2012 roku poprzez starty w Formule Pilota China. Spisał się tam bardzo dobrze. Dzięki sześciu zwycięstwom i trzynastu podium uzbierał 229 punktów, co dało mu tytuł mistrzowski. W tym samym sezonie pojawił się także gościnnie na starcie Europejskiej Formuły Abarth, gdzie też dwukrotnie zwyciężył.

### Formuła 3
Na sezon 2013 Włoch podpisał kontrakt z brytyjską ekipą Double R Racing na starty w Europejskiej Formule 3 oraz w Brytyjskiej Formule 3. Z dorobkiem odpowiednio 31 i 135 punktów ukończył sezon odpowiednio na siedemnastej i drugiej pozycji w klasyfikacji generalnej. Tym samym zdobył tytuł wicemistrzowski w Brytyjskiej Formule 3.
W 2014 roku Włoch startował w bolidzie brytyjskiej ekipy Jagonya Ayam with Carlin. Wystartował łącznie w 33 wyścigach, w ciągu których siedmiokrotnie stawał na podium, w tym dwukrotnie na jego najwyższym stopniu. Uzbierał łącznie 238 punktów. Wystarczyło to na szóste miejsce w końcowej klasyfikacji kierowców.
W sezonie 2015 Antonio kontynuował współpracę z brytyjskim teamem. Włoch walczył o tytuł mistrzowski i przez pewien okres był nawet liderem klasyfikacji generalnej. Ostatecznie jednak musiał uznać wyższość bardziej doświadczonego Szweda Felixa Rosenqvista, który wyprzedził go różnicą aż 115,5 punktu. Na przestrzeni sezonu Giovinazzi dwudziestokrotnie meldował się w pierwszej trójce, z czego sześciokrotnie na jego najwyższym stopniu. Poza tym czterokrotnie startował z pole position oraz uzyskał najszybsze okrążenie wyścigu.
Włoch wystartował również w dwóch prestiżowych wyścigach – Masters of Formula 3 oraz Grand Prix Makau. W pierwszym z nich uległ w kwalifikacjach Brazylijczykowi Sérgio Sette Câmara, jednak w wyścigu kwalifikacyjnym i głównym nie miał sobie równych. Na torze Guia Circuit z kolei rywalizację ukończył poza podium, na czwartym miejscu.

### DTM
W 2015 roku Włoch zadebiutował w niemieckich mistrzostwach samochodów turystycznych – DTM – podczas rundy na rosyjskim torze Moscow Raceway. Reprezentując zespół Audi Sport Team Phoenix Giovinazzi rywalizację zakończył jednak dopiero na dziewiętnastym i dwudziestym pierwszym miejscu.

### Seria GP2
W roku 2016 Włoch wraz z rodzimym zespołem Prema Powerteam zadebiutował w serii GP2. Antonio był zdecydowanie największym objawieniem sezonu. Zainteresowani byli nim włodarze Mercedesa, którzy złożyli mu propozycję dołączenia do ich programu rozwoju młodych kierowców. Włoch jednak odrzucił ofertę. Po dwóch weekendach bez punktów popisał się rewelacyjną jazdą na ulicznym torze w Baku, całkowicie dominując tam rywalizację. W drugim starcie pokonał na ostatnim okrążenia swojego zespołowego partnera, Francuza Pierre’a Gasly, z którym do końca walczył o tytuł mistrzowski. Po trzech zwycięstwach w przeciągu czterech wyścigów na torach Spa-Francorchamps, Monza i Sepang Giovinazzi przystępował z siedmiopunktową przewagą nad juniorem Red Bulla. Znakomita forma Francuza na torze w Abu Zabi uniemożliwiła mu jednak obronę pozycji lidera i przegrał mistrzostwo różnicą dziewięciu punktów. W trakcie sezonu ośmiokrotnie stawał na podium, w tym pięciokrotnie na jego najwyższym stopniu. Poza tym dwukrotnie sięgał po pole position oraz uzyskał najszybszy czas okrążenia.

### Formuła 1
W roku 2016 ogłoszono, że nowym kierowcami Saubera zostaną Antonio Giovinazzi oraz Pascal Wehrlein, którzy będą kolejno kierowcą testowym i kierowcą wyścigowym. Na początku nowego sezonu Wehrlein doznał kontuzji która wykluczyła go ze startów na początku sezonu pozwalając Włochowi na debiut w F1.
25 września 2018 zespół Sauber ogłosił, że w sezonie 2019 Giovinazzi będzie ich kierowcą wyścigowym. Jego partnerem z zespołu będzie Kimi Raikkonen.

## Wyniki
| Legenda oznaczeń w tabelach wyników Wyświetl szablon na nowej stronie | Legenda oznaczeń w tabelach wyników Wyświetl szablon na nowej stronie                                                                     |
| Oznaczenie                                                            | Wyjaśnienie |
| --------------------------------------------------------------------- | --- |
| Złoty                                                                 | Zwycięzca lub mistrzostwo |
| Srebrny                                                               | 2. miejsce lub wicemistrzostwo |
| Brązowy                                                               | 3. miejsce lub II wicemistrzostwo |
| Zielony                                                               | Ukończył, punktował (w klasyfikacji generalnej, gdy zdobył co najmniej jeden punkt na przestrzeni sezonu, poza trzema powyższymi opcjami) |
| Niebieski                                                             | Ukończył, nie punktował (w klasyfikacji generalnej, gdy nie zdobył co najmniej jednego punktu na przestrzeni sezonu)                      |
| Czerwony                                                              | Nie zakwalifikował się (NZ) |
| Czerwony                                                              | Nie prekwalifikował się (NPK) |
| Różowy                                                                | Nie ukończył (NU) |
| Różowy                                                                | Niesklasyfikowany (NS) (w klasyfikacji generalnej, gdy nie został sklasyfikowany w żadnym wyścigu sezonu)                                 |
| Czarny                                                                | Zdyskwalifikowany (DK) |
| Czarny                                                                | Wykluczony (WYK/EX) |
| Biały                                                                 | Nie wystartował (NW) |
| Biały                                                                 | Kontuzjowany (K/INJ) |
| Biały                                                                 | Wyścig odwołany (OD/C) |
| Bez koloru                                                            | Został wycofany (WYC/WD) |
| Bez koloru                                                            | Nie przybył (NP/DNA) |
| Bez koloru                                                            | Nie brał udziału w treningach (NT/DNP) |
| Bez koloru                                                            | Nie został zgłoszony (–) |
| Pogrubienie                                                           | Start z pole position |
| Kursywa                                                               | Najszybsze okrążenie wyścigu |
| †                                                                     | Nie ukończył, ale jego rezultat został zaliczony ze względu na przejechanie więcej niż 90% dystansu wyścigu.                              |
| *                                                                     | Sezon w trakcie |
| 1/2/3                                                                 | Punktowana pozycja w sprincie kwalifikacyjnym                                                                                             |
| Lista systemów punktacji Formuły 1                                    | |

### GP2
| Rok  | Zespół       | Wyniki w poszczególnych eliminacjach | Wyniki w poszczególnych eliminacjach | Wyniki w poszczególnych eliminacjach | Wyniki w poszczególnych eliminacjach | Wyniki w poszczególnych eliminacjach | Wyniki w poszczególnych eliminacjach | Wyniki w poszczególnych eliminacjach | Wyniki w poszczególnych eliminacjach | Wyniki w poszczególnych eliminacjach | Wyniki w poszczególnych eliminacjach | Wyniki w poszczególnych eliminacjach | Wyniki w poszczególnych eliminacjach | Wyniki w poszczególnych eliminacjach | Wyniki w poszczególnych eliminacjach | Wyniki w poszczególnych eliminacjach | Wyniki w poszczególnych eliminacjach | Wyniki w poszczególnych eliminacjach | Wyniki w poszczególnych eliminacjach | Wyniki w poszczególnych eliminacjach | Wyniki w poszczególnych eliminacjach | Wyniki w poszczególnych eliminacjach | Wyniki w poszczególnych eliminacjach | Punkty | Pozycja |
| ---- | ------------ | ------------------------------------ | ------------------------------------ | ------------------------------------ | ------------------------------------ | ------------------------------------ | ------------------------------------ | ------------------------------------ | ------------------------------------ | ------------------------------------ | ------------------------------------ | ------------------------------------ | ------------------------------------ | ------------------------------------ | ------------------------------------ | ------------------------------------ | ------------------------------------ | ------------------------------------ | ------------------------------------ | ------------------------------------ | ------------------------------------ | ------------------------------------ | ------------------------------------ | ------ | ------- |
| 2016 | Prema Racing | ESP                                  | ESP                                  | MON                                  | MON                                  | AZE                                  | AZE                                  | AUT                                  | AUT                                  | GBR                                  | GBR                                  | HUN                                  | HUN                                  | GER                                  | GER                                  | BEL                                  | BEL                                  | ITA                                  | ITA                                  | MAL                                  | MAL                                  | ARE                                  | ARE                                  | 211    | 2       |
| 2016 | Prema Racing | 18                                   | NU                                   | 11                                   | 18                                   | 1                                    | 1                                    | NU                                   | 5                                    | 2                                    | 4                                    | 2                                    | 17†                                  | 8                                    | NU                                   | 6                                    | 1                                    | 1                                    | 3                                    | 1                                    | 4                                    | 5                                    | 6                                    | 211    | 2       |

### Formuła 1
| Legenda oznaczeń w tabelach wyników Wyświetl szablon na nowej stronie | Legenda oznaczeń w tabelach wyników Wyświetl szablon na nowej stronie                                                                     |
| Oznaczenie                                                            | Wyjaśnienie |
| --------------------------------------------------------------------- | --- |
| Złoty                                                                 | Zwycięzca lub mistrzostwo |
| Srebrny                                                               | 2. miejsce lub wicemistrzostwo |
| Brązowy                                                               | 3. miejsce lub II wicemistrzostwo |
| Zielony                                                               | Ukończył, punktował (w klasyfikacji generalnej, gdy zdobył co najmniej jeden punkt na przestrzeni sezonu, poza trzema powyższymi opcjami) |
| Niebieski                                                             | Ukończył, nie punktował (w klasyfikacji generalnej, gdy nie zdobył co najmniej jednego punktu na przestrzeni sezonu)                      |
| Czerwony                                                              | Nie zakwalifikował się (NZ) |
| Czerwony                                                              | Nie prekwalifikował się (NPK) |
| Różowy                                                                | Nie ukończył (NU) |
| Różowy                                                                | Niesklasyfikowany (NS) (w klasyfikacji generalnej, gdy nie został sklasyfikowany w żadnym wyścigu sezonu)                                 |
| Czarny                                                                | Zdyskwalifikowany (DK) |
| Czarny                                                                | Wykluczony (WYK/EX) |
| Biały                                                                 | Nie wystartował (NW) |
| Biały                                                                 | Kontuzjowany (K/INJ) |
| Biały                                                                 | Wyścig odwołany (OD/C) |
| Bez koloru                                                            | Został wycofany (WYC/WD) |
| Bez koloru                                                            | Nie przybył (NP/DNA) |
| Bez koloru                                                            | Nie brał udziału w treningach (NT/DNP) |
| Bez koloru                                                            | Nie został zgłoszony (–) |
| Pogrubienie                                                           | Start z pole position |
| Kursywa                                                               | Najszybsze okrążenie wyścigu |
| †                                                                     | Nie ukończył, ale jego rezultat został zaliczony ze względu na przejechanie więcej niż 90% dystansu wyścigu.                              |
| *                                                                     | Sezon w trakcie |
| 1/2/3                                                                 | Punktowana pozycja w sprincie kwalifikacyjnym                                                                                             |
| Lista systemów punktacji Formuły 1                                    | |

| Rok  | Zespół                  | Samochód       | Silnik        | Wyniki w poszczególnych eliminacjach | Wyniki w poszczególnych eliminacjach | Wyniki w poszczególnych eliminacjach | Wyniki w poszczególnych eliminacjach | Wyniki w poszczególnych eliminacjach | Wyniki w poszczególnych eliminacjach | Wyniki w poszczególnych eliminacjach | Wyniki w poszczególnych eliminacjach | Wyniki w poszczególnych eliminacjach | Wyniki w poszczególnych eliminacjach | Wyniki w poszczególnych eliminacjach | Wyniki w poszczególnych eliminacjach | Wyniki w poszczególnych eliminacjach | Wyniki w poszczególnych eliminacjach | Wyniki w poszczególnych eliminacjach | Wyniki w poszczególnych eliminacjach | Wyniki w poszczególnych eliminacjach | Wyniki w poszczególnych eliminacjach | Wyniki w poszczególnych eliminacjach | Wyniki w poszczególnych eliminacjach | Wyniki w poszczególnych eliminacjach | Wyniki w poszczególnych eliminacjach | Pkt. | Poz. |
| ---- | ----------------------- | -------------- | ------------- | ------------------------------------ | ------------------------------------ | ------------------------------------ | ------------------------------------ | ------------------------------------ | ------------------------------------ | ------------------------------------ | ------------------------------------ | ------------------------------------ | ------------------------------------ | ------------------------------------ | ------------------------------------ | ------------------------------------ | ------------------------------------ | ------------------------------------ | ------------------------------------ | ------------------------------------ | ------------------------------------ | ------------------------------------ | ------------------------------------ | ------------------------------------ | ------------------------------------ | ---- | ---- |
| 2017 | Sauber F1 Team          | Sauber C36     | Ferrari 061   | Australia                            |                                      | Bahrajn                              | Azerbejdżan                          | Hiszpania                            | Monako                               | Kanada                               | Francja                              | Austria                              | Wielka Brytania                      | Niemcy                               | Węgry                                | Belgia                               | Włochy                               | Singapur                             | Rosja                                | Japonia                              | Stany Zjednoczone                    | Meksyk                               | Brazylia                             |                                      |                                      | 0    | 22   |
| 2017 | Sauber F1 Team          | Sauber C36     | Ferrari 061   | 12                                   | NU                                   | –                                    | –                                    | –                                    | –                                    | –                                    | –                                    | –                                    | –                                    | –                                    | –                                    | –                                    | –                                    | –                                    | –                                    | –                                    | –                                    | –                                    | –                                    | –                                    |                                      | 0    | 22   |
| 2019 | Alfa Romeo Racing       | Alfa Romeo C38 | Ferrari 064   | Australia                            | Bahrajn                              |                                      | Azerbejdżan                          | Hiszpania                            | Monako                               | Kanada                               | Francja                              | Austria                              | Wielka Brytania                      | Niemcy                               | Węgry                                | Belgia                               | Włochy                               | Singapur                             | Rosja                                | Japonia                              | Meksyk                               | Stany Zjednoczone                    | Brazylia                             |                                      |                                      | 14   | 17   |
| 2019 | Alfa Romeo Racing       | Alfa Romeo C38 | Ferrari 064   | 15                                   | 11                                   | 15                                   | 12                                   | 16                                   | 19                                   | 13                                   | 16                                   | 10                                   | NU                                   | 13                                   | 18                                   | 18†                                  | 9                                    | 10                                   | 15                                   | 14                                   | 14                                   | 14                                   | 5                                    | 16                                   |                                      | 14   | 17   |
| 2020 | Alfa Romeo Racing ORLEN | Alfa Romeo C39 | Ferrari 065   | Austria                              |                                      | Węgry                                | Wielka Brytania                      | Wielka Brytania                      | Hiszpania                            | Belgia                               | Włochy                               | Toskania                             | Rosja                                | Niemcy                               | Portugalia                           | Emilia-Romania                       | Turcja                               | Bahrajn                              | Bahrajn                              |                                      |                                      |                                      |                                      |                                      |                                      | 4    | 17   |
| 2020 | Alfa Romeo Racing ORLEN | Alfa Romeo C39 | Ferrari 065   | 9                                    | 14                                   | 17                                   | 14                                   | 17                                   | 16                                   | NU                                   | 16                                   | NU                                   | 11                                   | 10                                   | 15                                   | 10                                   | NU                                   | 16                                   | 13                                   | 16                                   |                                      |                                      |                                      |                                      |                                      | 4    | 17   |
| 2021 | Alfa Romeo Racing ORLEN | Alfa Romeo C41 | Ferrari 065/6 | Bahrajn                              | Emilia-Romania                       | Portugalia                           | Hiszpania                            | Monako                               | Azerbejdżan                          | Francja                              |                                      | Austria                              | Wielka Brytania                      | Węgry                                | Belgia                               | Holandia                             | Włochy                               | Rosja                                | Turcja                               | Stany Zjednoczone                    | Meksyk                               |                                      | Katar                                | Arabia Saudyjska                     |                                      | 3    | 18   |
| 2021 | Alfa Romeo Racing ORLEN | Alfa Romeo C41 | Ferrari 065/6 | 12                                   | 14                                   | 12                                   | 15                                   | 10                                   | 11                                   | 15                                   | 15                                   | 14                                   | 13                                   | 13                                   | 13                                   | 14                                   | 13                                   | 16                                   | 11                                   | 11                                   | 11                                   | 14                                   | 15                                   | 9                                    | NU                                   | 3    | 18   |

### Formuła E
| Legenda oznaczeń w tabelach wyników Wyświetl szablon na nowej stronie | Legenda oznaczeń w tabelach wyników Wyświetl szablon na nowej stronie                                                                     |
| Oznaczenie                                                            | Wyjaśnienie |
| --------------------------------------------------------------------- | --- |
| Złoty                                                                 | Zwycięzca lub mistrzostwo |
| Srebrny                                                               | 2. miejsce lub wicemistrzostwo |
| Brązowy                                                               | 3. miejsce lub II wicemistrzostwo |
| Zielony                                                               | Ukończył, punktował (w klasyfikacji generalnej, gdy zdobył co najmniej jeden punkt na przestrzeni sezonu, poza trzema powyższymi opcjami) |
| Niebieski                                                             | Ukończył, nie punktował (w klasyfikacji generalnej, gdy nie zdobył co najmniej jednego punktu na przestrzeni sezonu)                      |
| Czerwony                                                              | Nie zakwalifikował się (NZ) |
| Czerwony                                                              | Nie prekwalifikował się (NPK) |
| Różowy                                                                | Nie ukończył (NU) |
| Różowy                                                                | Niesklasyfikowany (NS) (w klasyfikacji generalnej, gdy nie został sklasyfikowany w żadnym wyścigu sezonu)                                 |
| Czarny                                                                | Zdyskwalifikowany (DK) |
| Czarny                                                                | Wykluczony (WYK/EX) |
| Biały                                                                 | Nie wystartował (NW) |
| Biały                                                                 | Kontuzjowany (K/INJ) |
| Biały                                                                 | Wyścig odwołany (OD/C) |
| Bez koloru                                                            | Został wycofany (WYC/WD) |
| Bez koloru                                                            | Nie przybył (NP/DNA) |
| Bez koloru                                                            | Nie brał udziału w treningach (NT/DNP) |
| Bez koloru                                                            | Nie został zgłoszony (–) |
| Pogrubienie                                                           | Start z pole position |
| Kursywa                                                               | Najszybsze okrążenie wyścigu |
| †                                                                     | Nie ukończył, ale jego rezultat został zaliczony ze względu na przejechanie więcej niż 90% dystansu wyścigu.                              |
| *                                                                     | Sezon w trakcie |
| 1/2/3                                                                 | Punktowana pozycja w sprincie kwalifikacyjnym                                                                                             |
| Lista systemów punktacji Formuły 1                                    | |

| Rok       | Zespół                  | Wyniki w poszczególnych eliminacjach | Wyniki w poszczególnych eliminacjach | Wyniki w poszczególnych eliminacjach | Wyniki w poszczególnych eliminacjach | Wyniki w poszczególnych eliminacjach | Wyniki w poszczególnych eliminacjach | Wyniki w poszczególnych eliminacjach | Wyniki w poszczególnych eliminacjach | Wyniki w poszczególnych eliminacjach | Wyniki w poszczególnych eliminacjach | Wyniki w poszczególnych eliminacjach | Wyniki w poszczególnych eliminacjach | Wyniki w poszczególnych eliminacjach | Wyniki w poszczególnych eliminacjach | Wyniki w poszczególnych eliminacjach | Wyniki w poszczególnych eliminacjach | Punkty | Pozycja |
| --------- | ----------------------- | ------------------------------------ | ------------------------------------ | ------------------------------------ | ------------------------------------ | ------------------------------------ | ------------------------------------ | ------------------------------------ | ------------------------------------ | ------------------------------------ | ------------------------------------ | ------------------------------------ | ------------------------------------ | ------------------------------------ | ------------------------------------ | ------------------------------------ | ------------------------------------ | ------ | ------- |
| 2021/2022 | Dragon/Penske Autosport | Arabia Saudyjska                     | Arabia Saudyjska                     | Meksyk                               | Włochy                               | Włochy                               | Monako                               | Niemcy                               | Niemcy                               | Indonezja                            | Maroko                               | Stany Zjednoczone                    | Stany Zjednoczone                    | Wielka Brytania                      | Wielka Brytania                      | Korea Południowa                     | Korea Południowa                     | 0      | 23      |
| 2021/2022 | Dragon/Penske Autosport | 20                                   | 20                                   | NU                                   | 18                                   | NU                                   | 16                                   | 20                                   | 22                                   | NU                                   | 19                                   | NU                                   | NU                                   | NU                                   | NU                                   | NU                                   | WD                                   | 0      | 23      |

* – Sezon w trakcie.

### Podsumowanie
| Sezon     | Seria                               | Zespół                    | Wyścigi            | P1                 | PP                 | NO                 | Podium             | Punkty             | Pozycja            |
| --------- | ----------------------------------- | ------------------------- | ------------------ | ------------------ | ------------------ | ------------------ | ------------------ | ------------------ | ------------------ |
| 2012      | Formuła Pilota China                | Eurasia Motorsport        | 18                 | 6                  | 4                  | 7                  | 13                 | 229                | 1                  |
| 2012      | Europejska Formuła Abarth           | BVM                       | 3                  | 2                  | 0                  | 0                  | 3                  | 0                  | NS†                |
| 2013      | Masters of Formula 3                | Double R Racing           | 1                  | 0                  | 0                  | 0                  | 0                  | N/A                | 10                 |
| 2013      | Europejska Formuła 3                | Double R Racing           | 30                 | 0                  | 0                  | 0                  | 0                  | 31                 | 17                 |
| 2013      | Brytyjska Formuła 3                 | Double R Racing           | 12                 | 2                  | 0                  | 0                  | 7                  | 135                | 2                  |
| 2013      | Grand Prix Makau                    | Double R Racing           | 1                  | 0                  | 0                  | 0                  | 0                  | N/A                | 16                 |
| 2014      | Europejska Formuła 3                | Jagonya Ayam with Carlin  | 33                 | 2                  | 2                  | 3                  | 7                  | 238                | 6                  |
| 2014      | Grand Prix Makau                    | Jagonya Ayam with Carlin  | 1                  | 0                  | 0                  | 0                  | 0                  | N/A                | 12                 |
| 2015      | 3 Hours of Thailand                 | Jagonya Ayam with Eurasia |                    |                    |                    |                    |                    | N/A                | 1                  |
| 2015      | Grand Prix Makau                    | Carlin                    | 1                  | 0                  | 0                  | 0                  | 0                  | N/A                | 4                  |
| 2015      | Masters of Formula 3                | Jagonya Ayam with Carlin  | 2                  | 2                  | 0                  | 2                  | 2                  | N/A                | 1                  |
| 2015      | DTM                                 | Audi Sport Team Phoenix   | 2                  | 0                  | 0                  | 0                  | 0                  | 0                  | 25                 |
| 2015      | Europejska Formuła 3                | Jagonya Ayam with Carlin  | 33                 | 6                  | 4                  | 4                  | 20                 | 412,5              | 2                  |
| 2015/2016 | Asian Le Mans Series – LMP2         | Jagonya Ayam with Eurasia | 2                  | 2                  | 0                  | 1                  | 2                  | 51                 | 3                  |
| 2016      | World Endurance Championship – LMP2 | Extreme Speed Motorsports | 2                  | 0                  | 0                  | 0                  | 1                  | 30                 | 20                 |
| 2016      | European Le Mans Series – LMP2      | SMP Racing                | 1                  | 0                  | 0                  | 0                  | 0                  | 10                 | 8                  |
| 2016      | Seria GP2                           | Prema Racing              | 22                 | 5                  | 2                  | 2                  | 8                  | 211                | 2                  |
| 2017      | Formuła 1                           | Sauber F1 Team            | 2                  | 0                  | 0                  | 0                  | 0                  | 0                  | 22                 |
| 2017      | Formuła 1                           | Haas F1 Team              | Kierowca testowy   | Kierowca testowy   | Kierowca testowy   | Kierowca testowy   | Kierowca testowy   | Kierowca testowy   | Kierowca testowy   |
| 2017      | Formuła 1                           | Scuderia Ferrari          | Kierowca testowy   | Kierowca testowy   | Kierowca testowy   | Kierowca testowy   | Kierowca testowy   | Kierowca testowy   | Kierowca testowy   |
| 2018      | 24h Le Mans – LMGTE Pro             | AF Corse                  | 1                  | 0                  | 0                  | 0                  | 0                  | N/A                | 5                  |
| 2018      | Formuła 1                           | Alfa Romeo Sauber F1 Team | Kierowca testowy   | Kierowca testowy   | Kierowca testowy   | Kierowca testowy   | Kierowca testowy   | Kierowca testowy   | Kierowca testowy   |
| 2018      | Formuła 1                           | Scuderia Ferrari          | Kierowca testowy   | Kierowca testowy   | Kierowca testowy   | Kierowca testowy   | Kierowca testowy   | Kierowca testowy   | Kierowca testowy   |
| 2019      | Formuła 1                           | Alfa Romeo Racing         | 21                 | 0                  | 0                  | 0                  | 0                  | 14                 | 17                 |
| 2020      | Formuła 1                           | Alfa Romeo Racing ORLEN   | 17                 | 0                  | 0                  | 0                  | 0                  | 4                  | 17                 |
| 2021      | Formuła 1                           | Alfa Romeo Racing ORLEN   | 22                 | 0                  | 0                  | 0                  | 0                  | 3                  | 18                 |
| 2021/2022 | Formuła E                           | Dragon/Penske Autosport   | 15                 | 0                  | 0                  | 0                  | 0                  | 0                  | 23                 |
| 2022      | Formuła 1                           | Alfa Romeo F1 Team ORLEN  | Kierowca rezerwowy | Kierowca rezerwowy | Kierowca rezerwowy | Kierowca rezerwowy | Kierowca rezerwowy | Kierowca rezerwowy | Kierowca rezerwowy |
| 2022      | Formuła 1                           | Scuderia Ferrari          | Kierowca rezerwowy | Kierowca rezerwowy | Kierowca rezerwowy | Kierowca rezerwowy | Kierowca rezerwowy | Kierowca rezerwowy | Kierowca rezerwowy |
| 2022      | Formuła 1                           | Haas F1 Team              | Kierowca rezerwowy | Kierowca rezerwowy | Kierowca rezerwowy | Kierowca rezerwowy | Kierowca rezerwowy | Kierowca rezerwowy | Kierowca rezerwowy |

† – Giovinazzi nie był zaliczany do klasyfikacji.
* – Sezon w trakcie.